# Auto Viação ABC (Rio de Janeiro)
A Auto Viação ABC é uma empresa brasileira de transporte urbano de passageiros que atua especialmente nas cidades de São Gonçalo, Niterói e Rio de Janeiro.
Ela pertence ao Grupo Mauá e sua sede está localizada na cidade de São Gonçalo, no estado do Rio de Janeiro. O grupo é também formado por outras empresas no ramo de transporte urbano, como a Viação Mauá, Auto Ônibus Alcantara, e Icaraí Auto Transportes.